# بطارية أكسيد الفضة

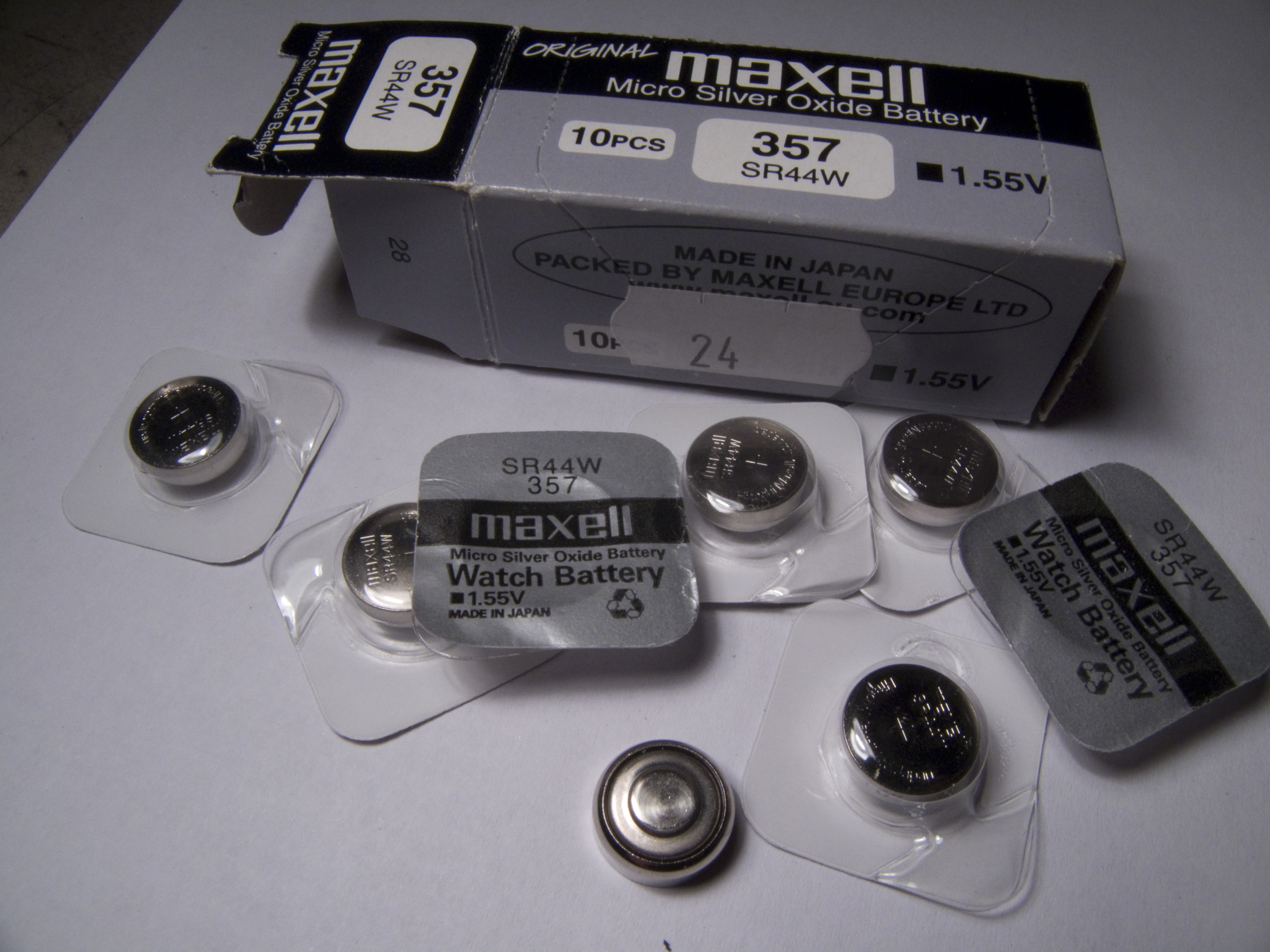

بطارية أكسيد الفضة أو بطارية الفضة والزنك (بالإنجليزية: silver oxide battery أو silver–zinc battery) هي بطارية أولية يبلغ جهدها 86و1 فولط. تتميز بالعمر الطويل ونسبة عالية بين طاقتها ووزنها. إلا أنها مرتفعة السعر بسبب قطبها المكون من الفضة. وتوجد في الأسواق إما في هيئة صغيرة [في حجم الزرار) حيث يقل كمية الفضة فيها أو في الأحجام المعتادة حيث تعوض كفاءتها العالية غلو ثمنها. وتجد البطاريات الكبيرة منها تطبيقات واستخدامات في العتاد العسكري، مثل طوربيد مارك 37 أو في الغواصات من نوع ألفا. ويرجع تطويرها إلى برنامج الفضاء الأمريكي.

## طريقة عملها
يتكون المصعد من مسحوق الزنك الذي يتأكسد خلال عمل البطارية. ويتكون مهبط البطارية من أكسيد الفضة الذي يختزل أثناء عمل البطارية مكونا فضة. ويتكون الكهرل وهو الوسط الناقل للتيار داخل البطارية من محلول قلوي مخفف. ويصل الجهد الاسمي للبطارية نحو 5و1 فولط.
عند تشغيل أو تفريغ البطارية تجري التفاعلات الكيميائية كالآتي:
- اختزال: {\displaystyle \mathrm {Ag_{2}O+H_{2}O+2e^{\operatorname {-} }\longrightarrow \,2Ag+2(OH)^{\operatorname {-} }} }
- أكسدة: {\displaystyle \mathrm {Zn+2(OH)^{\operatorname {-} }\longrightarrow \,ZnO+H_{2}O+2e^{\operatorname {-} }} }
- اختزال-أكسدة: {\displaystyle \mathrm {2Ag^{\operatorname {+} }+Zn\longrightarrow \,2Ag+Zn^{2\operatorname {+} }} }
- محصلة التفاعلات: {\displaystyle \mathrm {Ag_{2}O+Zn\longrightarrow \,2Ag+ZnO} }

تعتبر بطارية الفضة والزنك بطارية أولية ولا يمكن إعادة شحنها. وإذا حاولنا شحنها يتحلل الكهرل مما يتسبب في فساد البطارية.
إلا أن شركة زدباور ZPower قد أعلنت عام 2009 انها سوف تطرح في السوق بطاريات فضة زنك يمكن إعادة شحنها. وسوف تصل كثافة طاقتها 200 واط ساعي / كيلوجرام.

## أنظر أيضا ً
- بطارية جلفانية
- بطارية
- مركم
- بطارية ليثيوم أيون
- بطارية الرصاص
- بطارية السيارة